# Scott Speed
Scott Speed, né le 24 janvier 1983 à Manteca en Californie, est un pilote automobile américain. Il court en Formule 1 pendant deux saisons pour la Scuderia Toro Rosso, en 2006 et 2007, avant d'être limogé par son écurie. Il se tourne ensuite vers les épreuves de type stock-car aux États-Unis. En 2009, il fait ses débuts en Nascar dans la NASCAR Cup Series avec la voiture no 82 du team Red Bull Toyota. Depuis 2013, il connaît le succès en Rallycross, aux États-Unis.

## Biographie

### Les débuts
Après avoir fait ses débuts en karting à 10 ans, Scott Speed passe à la monoplace en  2001, et devient champion de US Formula Russell. L'année suivante, il dispute simultanément les championnats de Barber Dodge et de US Star Mazda Series. 

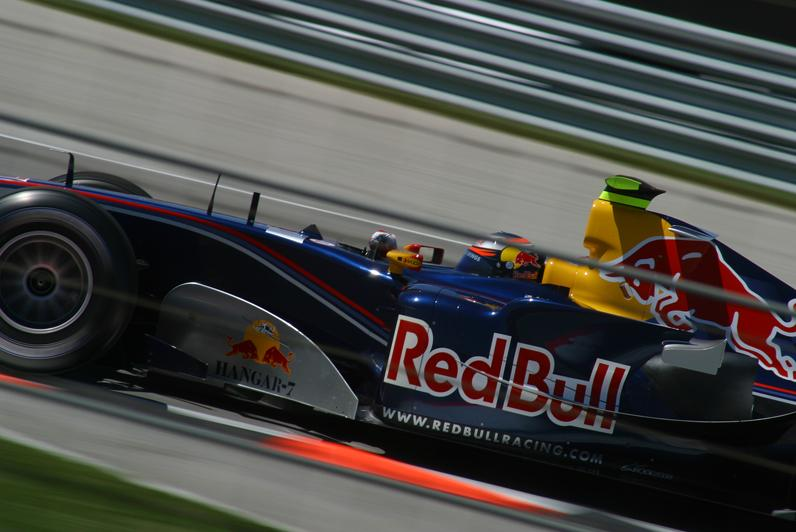
Pilote essayeur sur la Red Bull lors du GP des États-Unis 2005.

C'est à la fin de la saison 2002 que sa carrière prend une tournure internationale, lorsqu'il est sélectionné par la marque de boisson énergétique autrichienne Red Bull dans le cadre du Red Bull Driver Search Program dont l'objectif est de favoriser l'accession à la Formule 1 d'un pilote américain. Red Bull envoie alors Scott Speed en Angleterre pour y disputer le championnat britannique de Formule 3. Mais l'aventure anglaise tourne court pour le jeune Speed, auquel les médecins diagnostiquent une grave maladie des intestins, ce qui l'oblige à mettre un terme prématuré à sa saison. Conservant malgré tout le soutien de Red Bull, il dispute en 2004 les championnats allemands et européens de Formule Renault. Malgré des soucis de santé persistants, Speed s'impose dans les deux championnats.
En 2005, Red Bull place Speed dans l'écurie iSport en GP2. Même s'il ne remporte aucune victoire, le pilote américain se montre très régulier et termine le championnat à la troisième place derrière Nico Rosberg et Heikki Kovalainen. Cette même année, il effectue ses premiers tours de roue en Formule 1, au volant d'une monoplace (en fait une Jaguar de 2004) de l'écurie Red Bull Racing. Ses prestations sont suffisamment prometteuses pour lui permettre d'occuper le rôle de troisième pilote à l'occasion des GP du Canada et des États-Unis, puis de décrocher à partir de 2006 un volant de titulaire au sein de l'écurie Toro Rosso, la deuxième équipe de Red Bull en Formule 1, faisant ainsi de lui le premier pilote américain à évoluer en F1 depuis Michael Andretti en 1993.

### Première saison en F1 (2006)

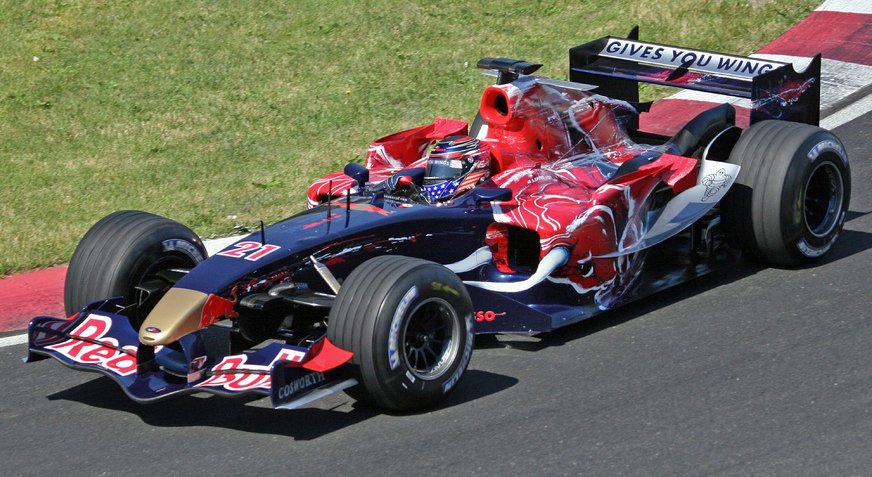
Speed au GP du Canada 2006 sur la Toro Rosso.

Au volant de la Toro Rosso à moteur Cosworth V10, la première saison de Speed s'avère frustrante. Faute d'un matériel compétitif, il est la plupart du temps condamné à se battre en queue de peloton. Il réalise sa meilleure performance en inscrivant le point de la huitième place en Australie, avant d'être relégué en neuvième position après la course en raison d'un dépassement de sa part sous drapeau jaune. En fin de saison, malgré un compteur de points resté à zéro, il a tout de même la satisfaction d'avoir montré un niveau de performance proche de celui de son coéquipier italien Vitantonio Liuzzi.

### Deuxième saison en F1 (2007)
Alors qu'il semblait acquis que Speed disputerait une deuxième saison chez Toro Rosso, son employeur fait durer le suspense tout au long de l'hiver en ne l'inscrivant pas sur la liste provisoire des engagés. Gerhard Berger, copropriétaire de l'écurie, exprime notamment des réserves sur le professionnalisme de son pilote. Ce n'est que le 24 février 2007, soit moins d'un mois avant le début de la saison, que Toro Rosso confirme son engagement.
Malgré le remplacement du moteur V10 Cosworth bridé par un V8 Ferrari et malgré le renfort technique d'Adrian Newey qui en tant que directeur technique de Red Bull Technology est à l'origine de la nouvelle Toro Rosso STR2, la saison 2007 de Scott Speed part sur les mêmes bases que sa saison 2006. En plus de performances moyennes (mais d'un niveau toujours comparable à celles de Liuzzi), à l'exception d'une belle 9e place à Monaco, Speed est à de multiples reprises contraint à l'abandon, souvent en raison de problèmes de fiabilité sur sa voiture, mais également à l'issue d'accidents ou accrochages. Le climat de défiance à son égard au sein de l'écurie ne cesse de croitre, Gerhard Berger et le directeur d'équipe Franz Tost ne dissimulant pas leur désir de recruter pour la saison suivante Sébastien Bourdais (convié à trois reprises à des séances d'essais privés) et Sebastian Vettel. La tension avec sa direction atteint son point d'orgue à l'issue du Grand Prix d'Europe au cours duquel l'Américain part à la faute sous la pluie (comme cinq autres pilotes) dès les premiers tours. À son retour aux stands, une altercation physique éclate avec Franz Tost. La teneur de cette altercation varie selon les sources : Tost reconnaît avoir simplement bousculé son pilote à l'épaule, tandis que Speed raconte lui avoir été frappé par derrière puis plaqué contre un mur.
Quelques jours plus tard, le 31 juillet 2007, il est limogé pour être remplacé par Sebastian Vettel.

### Stock-car
Bénéficiant toujours du soutien de Red Bull, il tente depuis la fin 2007 de faire rebondir sa carrière dans les épreuves de stock-car aux États-Unis. Il dispute une épreuve du championnat ARCA RE/MAX Series à Talladega en 2007 (conclue par une septième place) et dispute l'intégralité du championnat 2008 sur une Toyota. Il obtient son premier succès dans cette discipline le 26 avril 2008 sur l'ovale du Kansas. Il fait ses débuts en Nascar, dans la Craftsman Truck Series (3e division), en terminant notamment à la 10e place sur une Chevrolet à l'occasion de sa deuxième course dans la catégorie, disputée à Martinsville. Sa première victoire en Truck Series est acquise le 30 mai 2008 au volant d'un pick-up Toyota du Bill Davis Racing sur l'ovale de Dover.
En 2009, il fait ses débuts dans la NASCAR Cup Series.
En 2010, il est évincé par Red Bull.

## Carrière
- 1993 : Début en karting
- 1995 : Champion de karting des États-Unis
- 2001 : US Formula Russell Racing (Champion)
- 2002 : Formule Barber Dodge National et Mazda Star
- 2003 : Formule 3 en Grande-Bretagne
- 2004 : Champion de Formule Renault Allemagne et Eurocup
- 2005 : Pilote d'essais Red Bull, 3e du championnat GP2 Series et pilote pour le Team USA en A1 Grand Prix
- 2006-2007 : Formule 1, Pilote titulaire dans l'écurie Scuderia Toro Rosso, puis limogé par son écurie à l'issue du GP d'Europe 2007
- 2008 : ARCA RE/MAX Series, Nascar Craftsman Truck Series
- 2009 : NASCAR Cup Series
- 2014, 2015 : Vainqueur de l'épreuve de rallycross des X Games d'Austin[6]
- 2018 : Vainqueur de la saison inaugurale de l’Americas Rallycross

## Résultats en GP2 Series
| Saison | Écurie               | Courses disputées | Pole positions | Victoires | Points inscrits | Classement |
| ------ | -------------------- | ----------------- | -------------- | --------- | --------------- | ---------- |
| 2005   | iSport International | 23                | 1              | 0         | 67,5            | 3e         |

## Résultats en championnat du monde de Formule 1
| Saison | Écurie              | Châssis | Moteur       | Pneus       | GP disputés | Points | Classement |
| ------ | ------------------- | ------- | ------------ | ----------- | ----------- | ------ | ---------- |
| 2006   | Scuderia Toro Rosso | STR1    | Cosworth V10 | Michelin    | 18          | 0      | n.c.       |
| 2007   | Scuderia Toro Rosso | STR2    | Ferrari V8   | Bridgestone | 10          | 0      | 21°        |

| Année | Écurie              | Châssis         | Moteur                            | 1        | 2        | 3        | 4        | 5      | 6        | 7      | 8        | 9        | 10       | 11     | 12     | 13     | 14     | 15     | 16     | 17     | 18     | 19  | Classement | Points |
| ----- | ------------------- | --------------- | --------------------------------- | -------- | -------- | -------- | -------- | ------ | -------- | ------ | -------- | -------- | -------- | ------ | ------ | ------ | ------ | ------ | ------ | ------ | ------ | --- | ---------- | ------ |
| 2005  | Red Bull Racing     | Red Bull RB1    | Cosworth TJ2005 3.0 V10           | AUS      | MAL      | BHR      | SMR      | ESP    | MON      | EUR    | CAN TD   | USA TD   | FRA      | GBR    | GER    | HUN    | TUR    | ITA    | BEL    | BRA    | JPN    | CHN | –          | –      |
| 2006  | Scuderia Toro Rosso | Toro Rosso STR1 | Cosworth TJ2006 3.0 V10 14 Series | BHR 13   | MAL Abd. | AUS 9    | SMR 15   | EUR 11 | ESP Abd. | MON 13 | GBR Abd. | CAN 10   | USA Abd. | FRA 10 | GER 12 | HUN 11 | TUR 13 | ITA 13 | CHN 14 | JPN 18 | BRA 11 |     | 20e        | 0      |
| 2007  | Scuderia Toro Rosso | Toro Rosso STR2 | Ferrari 056 2.4 V8                | AUS Abd. | MAL 14   | BHR Abd. | ESP Abd. | MON 9  | CAN Abd. | USA 13 | FRA Abd. | GBR Abd. | EUR Abd. | HUN    | TUR    | ITA    | BEL    | JPN    | CHN    | BRA    |        |     | 21e        | 0      |

## Résultats en NASCAR Cup Series
| Année | Voiture      | Équipe                | No | Courses | Victoires | Poles | Top 5 | Top 10 | Gains       | Classement |
| ----- | ------------ | --------------------- | -- | ------- | --------- | ----- | ----- | ------ | ----------- | ---------- |
| 2008  | Toyota Camry | Team Red Bull         | 82 | 5       | 0         | 0     | 0     | 0      | 396 300 $   | 55e        |
| 2008  | Toyota Camry | Team Red Bull         | 83 | 5       | 0         | 0     | 0     | 0      | 396 300 $   | 55e        |
| 2008  | Toyota Camry | Team Red Bull         | 84 | 5       | 0         | 0     | 0     | 0      | 396 300 $   | 55e        |
| 2009  | Toyota Camry | Red Bull Racing Team  | 82 | 35      | 0         | 0     | 1     | 1      | 3 495 219 $ | 35e        |
| 2010  | Toyota Camry | Red Bull Racing Team  | 82 | 36      | 0         | 0     | 0     | 2      | 3 748 790 $ | 30e        |
| 2011  | Ford Fusion  | Front Row Motorsports | 37 | 1       | 0         | 0     | 0     | 0      | 133 325 $   |            |